# Pierre Jérémie Hainchelin
Pierre Jérémie Hainchelin (* 7. November 1727 in Berlin; † 31. Mai 1787 ebenda) war ein preußischer Finanzbeamter, erster Direktor der Französischen Holzgesellschaft sowie Direktor des französischen Waisenhauses und der „École de Charité“ in Berlin.

## Leben und Wirken

### Familie

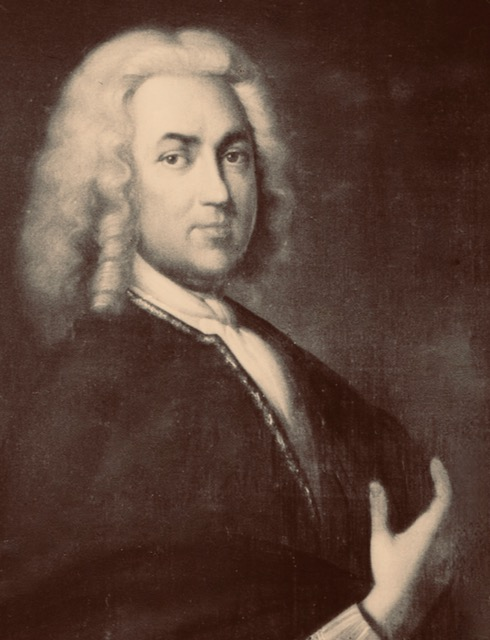
Ölbildnis Vater Jean George Hainchelin

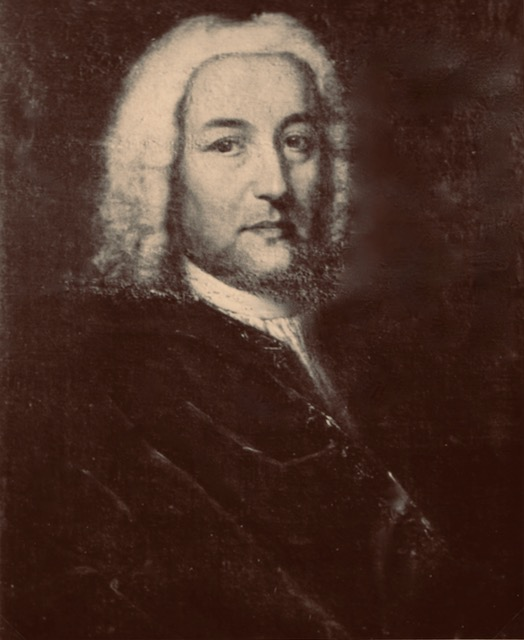
Ölbildnis Schwiegervater Konsul Ulrich Kühn

Pierre Jérémie Hainchelin wurde geboren als Sohn des Kaufmanns in Berlin Jean George Hainchelin (1689–1751) und seiner Ehefrau Rachel geb. Jassoy (1689–1761). Der Großvater Claude Hainchelin (1643–1714) war zunächst Kaufmann in Vitry-le-François an der Marne in Frankreich. Wegen der Verfolgung der Hugenotten in Frankreich wanderte er mit seiner Ehefrau Jeanne Pessey (1656–1719) nach Aufhebung des Edikts von Nantes (1685) im Jahre 1685 als einer der ersten Hugenotten nach Berlin aus. Claude Hainchelin war im Außenhandel tätig, war Armeelieferant und erwarb dadurch ein großes Vermögen. Mit anderen Refugiés setzte er sich seit 1695 für den Bau der französischen Friedrichstadtkirche in Berlin ein, die in der Zeit von 1701 bis 1705 errichtet wurde. Claude Hainchelin hatte mit Renard im Jahr 1684 das Lotto in Berlin eingeführt.
Die Mutter von Hainchelin, Rachel Jassoy, war eine Tochter des Juweliers Piérre Jassoy (1658–1714) und seiner Ehefrau Catherine Jassoy geb. Sechhaye aus Metz, die ebenfalls nach Berlin ausgewandert waren.
Ihre Schwester Charlotte Jassoy (1700–1773), war in erster Ehe mit dem Kaufmann Jean-Barthèlémy Pelloutier (ca. 1694–vor 1736), dem Bruder des Simon Pelloutier (1694–1757), Historiker, Theologe und Altertumsforscher, verheiratet, deren Tochter Marie-Catharine Pelloutier (1733–1794) im Jahre 1761 Nikolaus von Béguelin, den Erzieher des preußischen Thronfolgers und späteren Königs Friedrich Wilhelm II sowie Direktor der Philosophischen Klasse der Königlich-Preußischen Akademie der Wissenschaften in Berlin geheiratet hat. In 2. Ehe war sie verheiratet mit dem Konsul und Kommerzienrat in St. Petersburg Kriegsrat Ulrich Kühn (1693–1757). Ulrich Kühn war in Löwenhof/Rheinegg/Schweiz geboren. Seine Eltern waren Johann Kühn (1658–1717) und Barbara geb. Gruber (* 1669). Aus dieser 2. Ehe entstammte Hedwig Charlotte Kühn (1739–1817).
Pierre Jérémie Hainchelin heiratete 1761 Hedwig Charlotte Kühn, seine Cousine.
Aus der Ehe Hainchelin/Kühn sind folgende Kinder hervorgegangen:
- Elisabeth Charlotte Amélie Hainchelin, Bildnismalerin und Kopistin (Pastell), Schülerin des Malers Daniel Chodowiecki in der Zeit von 1785 bis 1791, heiratete 1792 den kgl. Preuß. Kriegsrat Klaatsch
- Anna Henriette Hainchelin heiratete Ludwig Gentz (1768– mind. 1827), Sohn des aus Breslau stammenden Berliner Generalmünzdirektors Johann Friedrich Gentz und jüngerer Bruder des preußischen Baumeisters Heinrich Gentz und des Publizisten und Politikers Friedrich von Gentz.
- Johann George Hainchelin (1770–1791), Geh. Sekretär
- Ulrike Wilhelmine Marie „Manon“ Hainchelin (1771– ca. 1846[2]) heiratete 1799 den Baumeister in Preußen Friedrich David Gilly (1772–1800) und nach dessen Tod 1804 dessen Jugendfreund, den Altertumsforscher und Dramatiker Konrad Levezow (1770–1835)
- Carl Heinrich Hainchelin (1773–1842), Geheimer expendierender Sekretär im preußischen Fabriken-Departement und Kriegsrat (seit 1803). Er war verheiratet mit Nanni Leidemit, einer Tochter des aus England stammenden Arztes und Apothekers Dr. med Leidemith, der in Brandenburg als Apotheker tätig war.

Später kam es zu einer Ehe zwischen den Mitgliedern der Familien de Béguelin und Hainchelin, als die Tochter von Carl Heinrich Hainchelin und Nanni Leidemith, Louise Hainchelin (1806–1875) im Jahre 1831 den königlichen Justizrat Carl Ernst Eduard Moritz Sattig (1804–1884) heiratete, den Sohn von Carl Leopold Gottfried Sattig und Caroline Wilhelmine Auguste Sattig geb. Cramer. Diese war Schwester der Salonnière Amalie von Béguelin geb. Cramer (1778–1849), die mit dem Sohn von Nikolaus von Béguelin, dem Finanzrat Heinrich Huldreich Peter von Béguelin (1765–1818), in zweiter Ehe verheiratet war.

### Leben und Bedeutung
Pierre Jérémie Hainchelin (1727–1787) besuchte das Joachimsthaler Gymnasium in Berlin, studierte ab 1746 Rechtswissenschaften in Halle und Göttingen.
Im Jahre 1749 trat er in den preußischen Verwaltungsdienst ein. Zunächst war er Sekretär des Prinzen von Preußen August Wilhelm von Preußen (1722–1758), der als Bruder für den kinderlosen König Friedrich der Große als Thronfolger bestimmt war. Zwischen den Brüdern kam es aber zu politischen Widersprüchen. Der König erwähnte Hainchelin bei seinen Gesprächen mit seinem Vorleser Henri de Catt, in dem er sagte, wenn sein Bruder in Oranienburg nur seinen Adjutanten Hagen, seinen Sekretär Hainchelin und ein paar ebenso ehrliche Leute um sich gehabt wie diese, so wäre sein Leben ruhiger und seine Gesinnung nicht so feindlich gegen ihn gewesen. Prinz August Wilhelm starb 1758, an Körper und Seele gebrochen, nach der verlorenen Schlacht von Kolín im Siebenjährigen Krieg.
1766 war Hainchelin Hauptrendant bei der General-Akzise- und Hauptkasse mit dem Titel „Geheimer Kriegsrat“.
Er wurde auch zum Controleur für die Preußische Lotterie bestellt, die im Jahre 1763 eingeführt wurde. Seit 1774 war er Mitglied der Akzise- und Zolladministration und wurde 1776 zum Finanzrat bei der „Regie“ (Finanzverwaltung) befördert. Er übernahm das Amt als Unter-Regisseur für westpreußische Sachen, bat dann aber den Minister Dietrich von Werder, ihn und seine früheren Amtskollegen vor ungerechtfertigten Angriffen aus dem Publikum zu schützen. Noch im selben Jahr wurde die Regie aufgelöst und Hainchelin wurde in das IV. Departement des General-Ober-Finanz-Kriegs- und Domainen-Directoriums übernommen, das zuständig war für Westpreußen.
Nebenberuflich bzw. ehrenamtlich war Hainchelin erster Direktor der Französischen Holzgesellschaft, die die Aufgabe hatte, Brennholz an mittellose Mitglieder der französischen Kirchengemeinde abzugeben, Direktor des französischen Waisenhauses und der „École de Charité“ (Schule der Barmherzigkeit für die armen Kinder) in Berlin.
1787 verstarb er nach 40 Dienstjahren.